# Dorval, Quebec

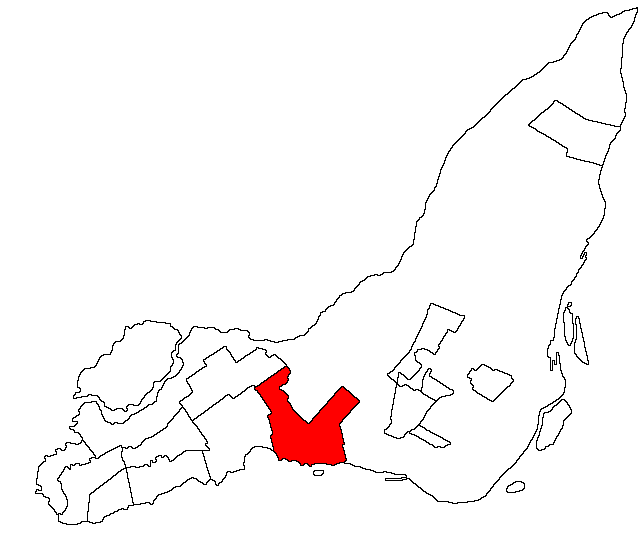
Dorval în cadrul insulei Montreal.

Dorval este un oraș din sud-vestul provinciei Quebec, Canada, situat în partea vestică a insulei Montreal. Populația sa, conform recensământului Canadei din 2001 a fost de 17.706, dar o estimare din 2006 ridică numărul locuitorilor orașului la 18.311. 
Istoria orașului Dorval datează din 1665 când preoții sulpicieni, membrii ordinului apostolic Saint-Sulpice au fondat o misiune în afara localității numită atunci Ville-Marie. Numită originar Gentilly, mica localitate a fost ulterior re-numită La Présentation-de-la-Vierge-Marie, respectiv în final Dorval, fiind încorporată ca un sat în 1892, orășel în 1903 și oraș în 1956. În franceză localitatea a fost denominată cité, un termen vechi care se traduce prin oraș (iar în engleză prin city). 
Aidoma multor așezări din Island of Montreal, calea ferată denumită [the] Grand Trunk Railway, care a atins orașul în 1855, a devenit deosebit de atractivă în atragerea multor familii înstărite, cele mai multe de origine Anglo, care utilizau locul pentru a avea un "refugiu de vară". Față de un număr de 12.853 locuitori în 1955, Dorval numără azi peste 17.500. Île Dorval, colonizată în 1860 și situată la mai puțin de un km de țărm față de Dorval, este o comunitate de cabane de vară, care păstrează un remrcabil cadru natural, având doar doi locuitori permanenți. 
La 1 ianuarie 2002, Dorval ca entitate a fost dizolvată de legislatura Provinciei Québec (prin Hotărârea 170 a Municipal Territorial Organization) și a fost alipită orașului Montréal. La 20 iunie 2004, orașul Dorval a votat pentru separarea de orașul Montréal. A devenit o entitate independentă din nou la 1 ianuarie 2006. 
Dorval a fost orașul natal al familiei Allison, una dintre cele mai proeminente familii care s-a afalt la bordul vasului Titanic în 1912. Povestea familiei a fost imortalizată într-un mini-serial de televiziune realizat în 1996, numit omonim Titanic (miniserial)Titanic, care a fost distribuit pe rețeaua CBS. Trevor Allison, cel mai tânăr membru al familiei a fost singurul supraviețuitor. 
Dorval este și orașul pe teritoriul căreia se găsește localizat Aeroportul Internațional Pierre Elliott Trudeau, unul din cele două aeropoarte internaționale ale orașului Montréal. Acest aeroport deservește peste 11 milioane de pasageri anual. 